# Ernst Gustaf Melkersson
Ernst Gustaf Melkersson (ur. 22 stycznia 1898 w Örebro, zm. 2 grudnia 1932) – szwedzki lekarz neurolog. Studiował w Uppsali, po czym pracował w wydziale medycznym Sahlgrenska sjukhuset w Göteborgu. Zajmował się głównie chorobami nerek. Zmarł po krótkiej chorobie, w wieku 34 lat, z powodu anginy powikłanej posocznicą. Jego nazwisko jest upamiętnione w eponimicznej nazwie zespołu Melkerssona-Rosenthala, opisanego przezeń niezależnie od wrocławskiego neurologa Curta Rosenthala.